# Philipp Müller (Musiker)
Philipp Müller (* 24. Januar 1990 in Wolfen, Bitterfeld) ist ein deutscher Musiker. Er ist Gitarrist, Bassist und Keyboarder und ein Gründungsmitglied der Band Don’t Try This. Er tritt auch unter den Pseudonymen Phil Mueller und Piano Sleeves in Produktionen auf.

## Leben
Philipp Müller wuchs im Landkreis Bitterfeld-Wolfen auf und brachte sich im Alter von 16 Jahren autodidaktisch das Gitarre und Keyboard spielen bei. Während seiner Schulzeit lernte er den Gitarristen Stephan Renner kennen und gründete mit ihm und weiteren Schulkameraden die erste Band. Aus dieser Band ging 2012 die Metalband Don’t Try This hervor.
Don’t Try This unterzeichneten einen Bandübernahmevertrag bei Boersma-Records und veröffentlichte 2017 deutschlandweit die Deluxe Edition von Wireless Slaves. Nach der Releaseshow am 31. März 2017 im Alten Theater in Dessau folgte eine Tour durch Deutschland, Tschechien, die Slowakei, Ungarn und die Niederlande.
Des Weiteren war er 2019 als Sessionmusiker für Christoph Sakwerda und Kaestel tätig.
Nach dieser Zeit arbeitete Philipp Müller als Videoproduzent für Künstler wie Martin Kesici, Goitzsche Front und Hardy und Heroes. Das Musikvideo zu Im Osten geboren von Hardy und Heroes erreichte innerhalb eines Jahres über eine Million Aufrufe auf YouTube und wurde mehrfach in Beiträgen des MDR verwendet.
Fast Zeitgleich trat Philipp Müller zusammen mit Jennifer Weist bei einem Konzert von Don Broco und Mike Shinoda von Linkin Park als Gastpianist auf. Kurz darauf wurde seine Teilnahme als Pianist bei NEO bekannt und ging mit diesem als Support für The Dark Tenor auf Deutschlandtour. Anfang 2020 ging Philipp Müller wieder mit NEO unter dem Namen Wir zeichnen Lebenslinien auf Tour. Während dieser Zeit spielten sie mit Goitzsche Front im Huxleys den Song Mein Leben, welches aufgezeichnet wurde. Das dazugehörige Album Live in Berlin wurde am 25. Dezember 2020 auf Schallplatte, DVD und Blu-ray veröffentlicht und erreichte Platz 10 in den deutschen Albumcharts.

## Diskografie
| Jahr | Interpret      | Titel                          | Anmerkung |
| ---- | -------------- | ------------------------------ | --------- |
| 2015 | Don’t Try This | Wireless Slaves                | Album     |
| 2015 | Don’t Try This | Wireless Slaves Deluxe Edition | Album     |